# Vier Tage im November
Vier Tage im November (Originaltitel Four Days in November) ist ein US-amerikanischer Dokumentarfilm aus dem Jahr 1964.

## Handlung
Der Film hat das tödliche Attentat auf US-Präsident John F. Kennedy am 22. November 1963 in Dallas, Texas, zum Thema. Der Ablauf des Besuches von Kennedy und seiner Frau Jacqueline Kennedy wird anhand von TV- und Wochenschauaufnahmen und Radioreportagen dargestellt. Bob Walker vom Fernsehsender WFAA-TV 8 kommentierte die Ankunft der Kennedys auf dem Dallas Love Field, dem Flughafen der Stadt Dallas. Bub Huffaker vom Radiosender KRLD besprach danach die Fahrt durch die Stadt, während Jay Watson von WFAA-TV 8 von den Schüssen berichtet. Danach berichtet Bob Walker aus dem Parkland Hospital. Die offizielle Verkündung des Todes von John F. Kennedy durch Malcolm Kilduff wird von Roy Nichols vom Radiosender KLIF verbreitet.

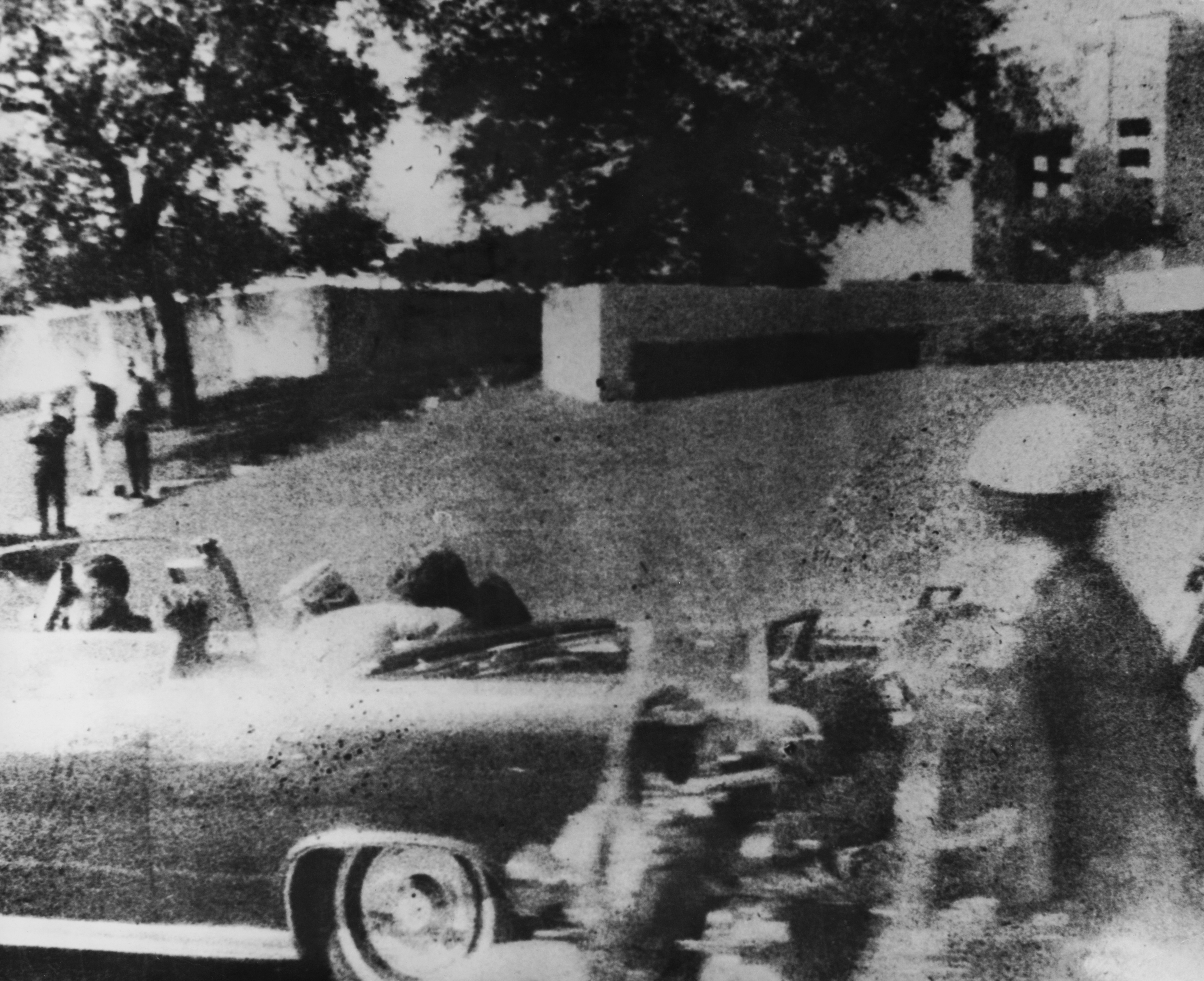
Polaroidfoto von Mary Moorman Sekundenbruchteile nach dem tödlichen Kopfschuss

Es folgen Amateuraufnahmen und Fotos, wie z. B. die Aufnahme von Orville Nix, der die Schüsse zeigt sowie den Sprung des Secret Service Agenten Clint Hill auf die fahrende Limousine. Auch die Fotografie von Mary Moorman wird besprochen.
Parallel dazu wird der Tagesablauf des mutmaßlichen Attentäters Lee Harvey Oswald beschrieben. Sein Appartement wird ebenso gezeigt wie seine Vermieterin Earlene Roberts. Die meisten dieser Szenen wurden nachgestellt, so z. B. Oswalds Fahrt zum Texas School Book Depository.

## Kritiken
Die US-amerikanische Bischofskonferenz USCCB sah in dem Film eine aufrichtige Dokumentation, die mit ihrer knappen Kommentierung dazu beitrage, das nationale Trauma zu beschreiben.

## Auszeichnungen
1965 wurde der Film für den Oscar in der Kategorie Bester Dokumentarfilm nominiert.

## Hintergrund
Die Premiere fand am 7. Oktober 1964 in New York statt.
Sprecher des Films war Richard Basehart.